# Xenosoma atyches
Xenosoma atyches är en mångfotingart som beskrevs av Chamberlin 1945. Xenosoma atyches ingår i släktet Xenosoma och familjen orangeridubbelfotingar. Inga underarter finns listade i Catalogue of Life.